# Djurslands Folkehøjskole
Djurslands Folkehøjskole er en folkehøjskole, der tager særlige hensyn til udviklingshæmmedes uddannelse. Den åbnede i august 2002 og har plads til 50 elever. Skolen har til huse på Råmosegård ved Tirstrup, som til formålet blev overtaget og renoveret af Pindstrup-centret og LEV.Skolen ledes af en bestyrelse samt en forstander. Frans Thorstensen, der tidligere har været afdelingsleder på Jysk Pædagogseminarium, blev forstander for skolen i marts 2008, hvor han afløste H.C. Hansen, Ebeltoft. Forstander siden april 2011 er Heidi Vølcker.
Den oprindelige Djurslands Folkehøjskole blev grundlagt 1897 af Anders Nordahl-Petersen, som var forstander frem til 1903, hvor han overdrog den til Johannes Nielsen, der 1909 solgte den til P. Hansen. 1914 blev den bortforpagtet til Severin Andersen og 1916 til William Sieverts. I 1917 blev den købt af egnens folk, der 1921 ansatte Severin Andersen som forstander.